# Drakenwortel
De drakenwortel (Dracunculus vulgaris) is een plant uit de aronskelkfamilie (Araceae). Het is een 0,6–1,2 m hoge, overblijvende plant. De handvormige bladeren ontwikkelen zich voor de bloei. Ze omringen de schacht van de zich ontwikkelende bloeiwijze en zijn 10–20 cm lang en bestaan uit negen tot dertien kortgesteelde, smal-lancetvormige, vaak wit gevlekte deelblaadjes.
De plant bloeit van april tot in juni. Het schutblad (spatha) is 20–50 cm lang, aan de buitenzijde groenig, aan de binnenkant bruinpurper, vaak ingerold bij het onderste gedeelte en bijna vlak aan de bovenkant met een gegolfde rand. De bloeikolf (spadix) is vlezig, verspreidt een aasgeur en heeft een lang, bloemloos, donkerpurper eindgedeelte dat boven de spatha uitsteekt. De mannelijke en vrouwelijke bloemen worden maar door een klein aantal onvruchtbare bloemen van elkaar gescheiden. De vruchten zijn oranjerode bessen.
De drakenwortel komt van nature voor van het centrale en oostelijke deel van het Middellandse Zeegebied tot in Bulgarije. In Zuid- en Zuidoost-Spanje is de soort ingeburgerd. De plant komt voor in bossen en schaduwrijke rotsvelden.

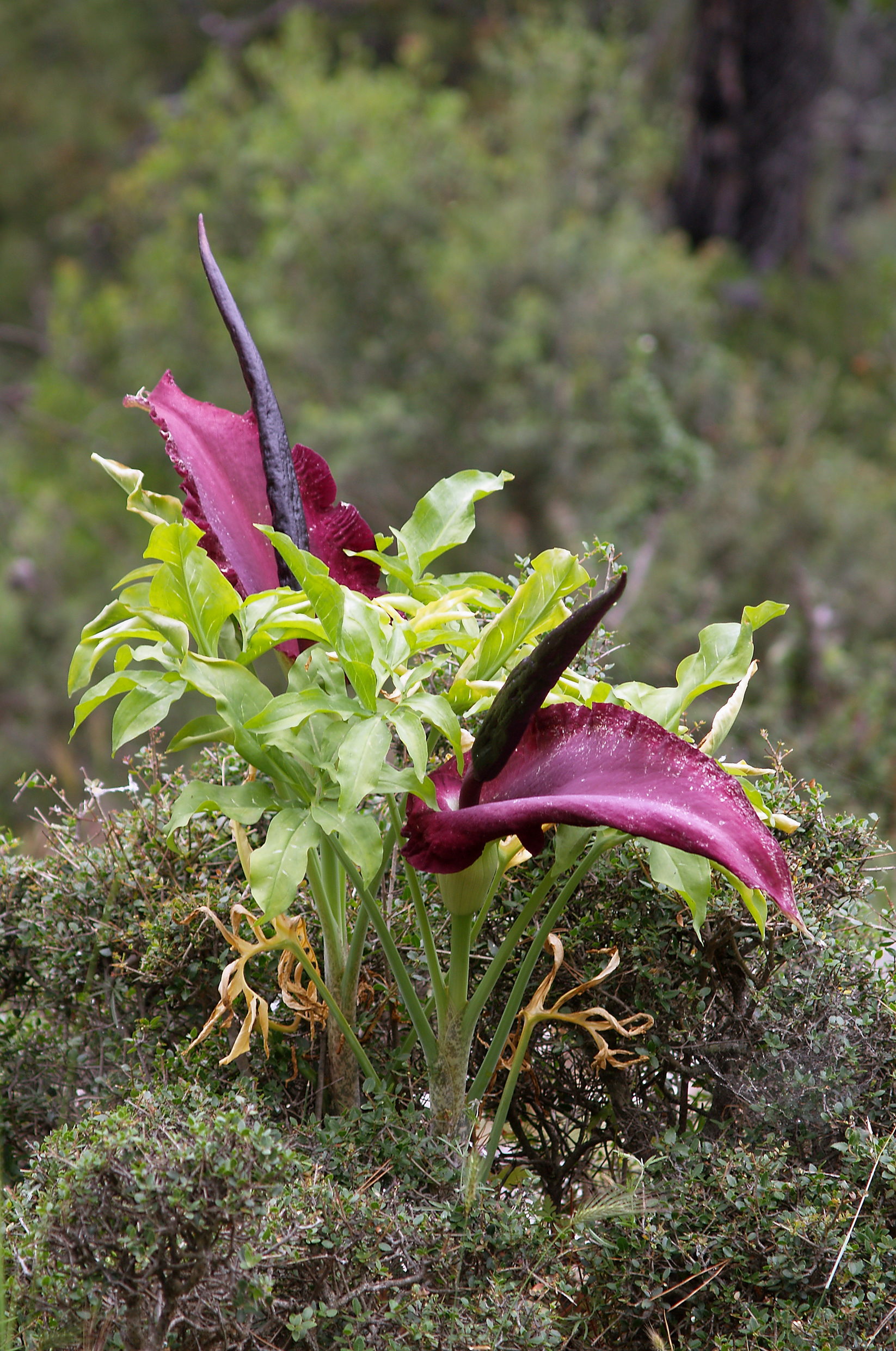
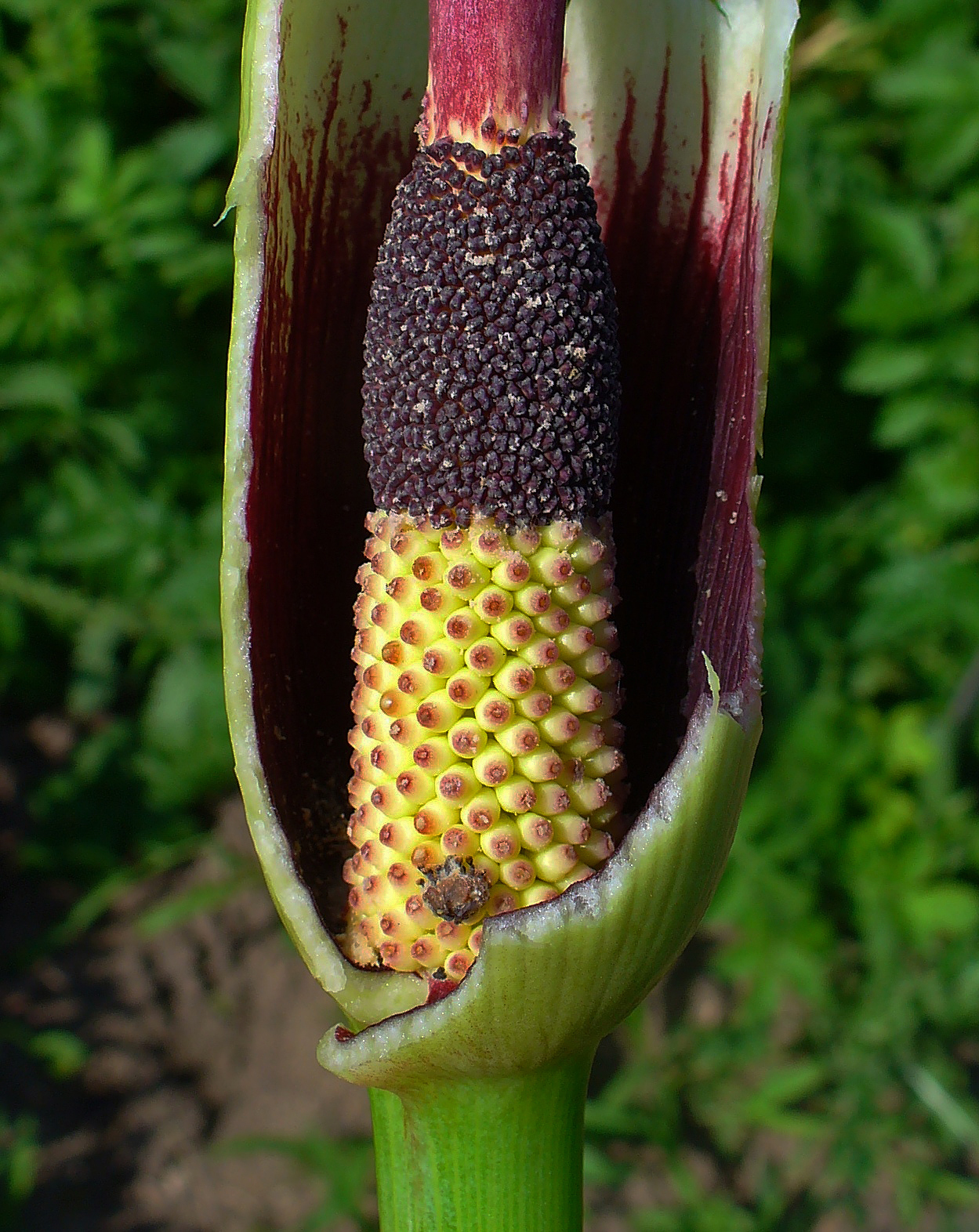
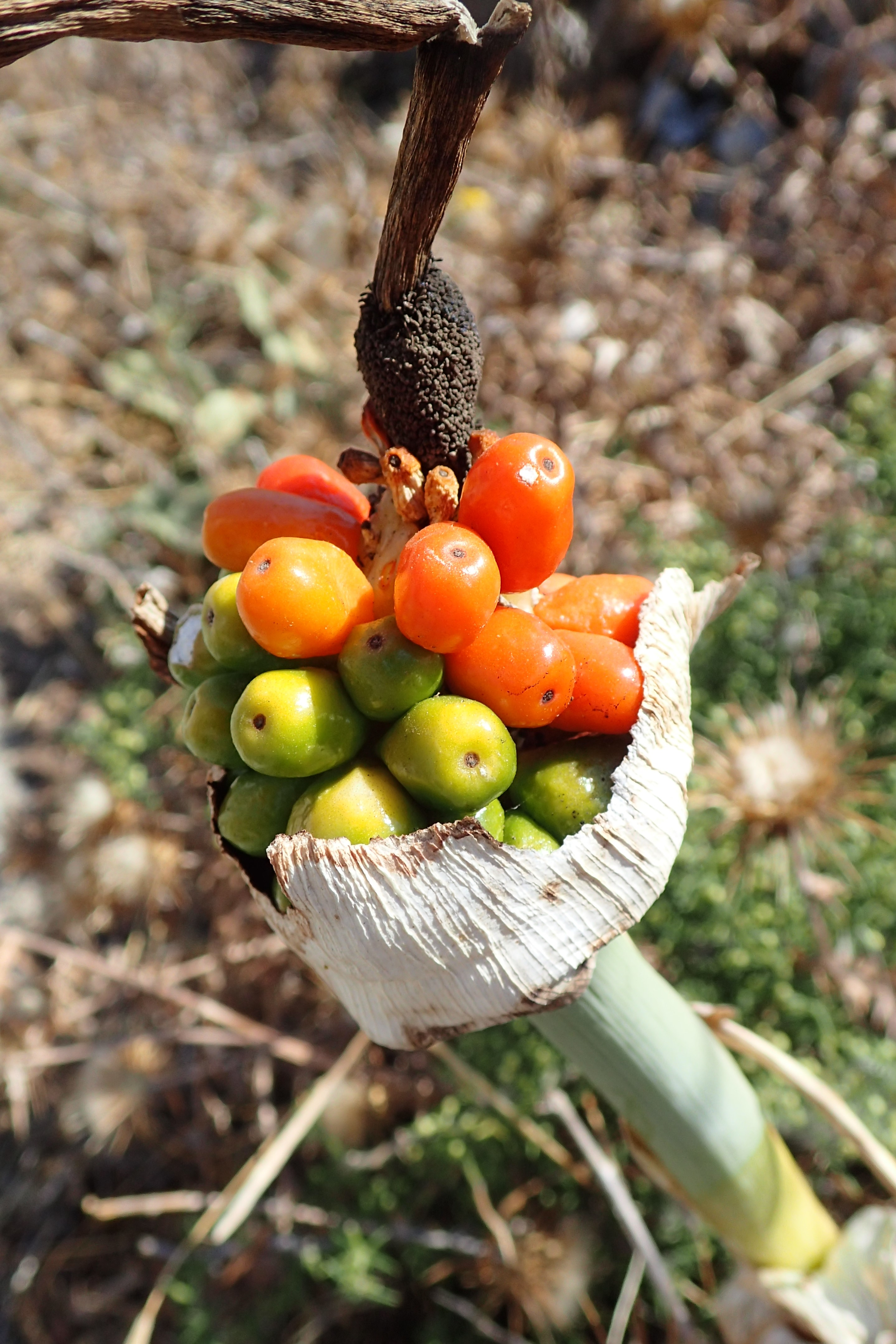
De rijpe vruchten van de drakenwortel